# Alexi Gómez
Edwin Alexi Gómez Gutiérrez (ur. 4 marca 1993 w Callao) – peruwiański piłkarz występujący na pozycji lewego skrzydłowego lub obrońcy, zawodnik Minnesoty United.

## Kariera klubowa
Gómez jest wychowankiem akademii piłkarskiej Escuela de Fútbol ADC, zaś pierwszy profesjonalny kontrakt podpisał w wieku osiemnastu lat z drugoligowym Hijos de Acosvinchos ze stołecznej Limy. Tam spędził rok, po czym został graczem występującego w najwyższej klasie rozgrywkowej klubu León de Huánuco. W peruwiańskiej Primera División zadebiutował 18 lutego 2012 w zremisowanym 2:2 spotkaniu z Alianzą Lima (już w pierwszej połowie otrzymał w nim czerwoną kartkę), zaś premierowego gola strzelił 28 lipca tego samego roku w zremisowanej 2:2 konfrontacji z Universidadem San Martín. Szybko został rewelacją i odkryciem rozgrywek, a za sprawą udanych występów na lewej obronie był porównywany przez dziennikarzy do Juana Manuela Vargasa. Ogółem w Leónie występował przez rok bez poważniejszych sukcesów.
W styczniu 2013 Gómez zasilił krajowego giganta – stołeczny Club Universitario de Deportes. Już w sezonie 2013 jako kluczowy zawodnik ekipy prowadzonej przez Ángela Comizzo wywalczył tytuł mistrza Peru, lecz dał się również poznać jako gracz mający problemy z dyscypliną zarówno na boisku (w dwa lata otrzymał dwadzieścia osiem żółtych i jedną czerwoną kartkę), jak i poza nim (kilkakrotnie był odsuwany od składu za niesportowe prowadzenie się i skandale obyczajowe). Z klubu odszedł skonfliktowany z zarządem po dwóch latach, przenosząc się na zasadzie wolnego transferu do spadkowicza z ligi szwedzkiej – IF Brommapojkarna. Tam z kolei nie potrafił przebić się do wyjściowej jedenastki i w sztokholmskiej drużynie występował tylko przez sześć miesięcy.
Latem 2015 Gómez powrócił do Universitario de Deportes, lecz bezpośrednio po tym został wypożyczony do beniaminka ligi chilijskiej – San Luis de Quillota. W chilijskiej Primera División zadebiutował 9 sierpnia 2015 w przegranym 0:1 meczu z Santiago Wanderers, a pierwszą bramkę zdobył 6 kwietnia 2016 w zremisowanym 3:3 pojedynku z Huachipato. Ogółem w San Luis grał przez rok, unikając spadku z ligi (w styczniu został dyscyplinarnie na niecały miesiąc odsunięty od drużyny). Po powrocie do Universitario zaczął częściej występować na lewym skrzydle, zostając jedną z gwiazd rozgrywek.

## Kariera reprezentacyjna
W styczniu 2013 Gómez został powołany przez Daniela Ahmeda do reprezentacji Peru U-20 na Mistrzostwa Ameryki Południowej U-20. Na argentyńskich boiskach miał niepodważalne miejsce w wyjściowej jedenastce i był czołowym graczem swojej ekipy – rozegrał osiem z dziewięciu możliwych spotkań (wszystkie w pierwszym składzie), zdobywając gola w meczu pierwszej rundy z Urugwajem (3:3). Jego kadra zajęła piąte miejsce w turnieju, nie kwalifikując się na Mistrzostwa Świata U-20 w Turcji.
W seniorskiej reprezentacji Peru Gómez zadebiutował za kadencji selekcjonera Sergio Markariána, 26 marca 2013 w wygranym 3:0 meczu towarzyskim z Trynidadem i Tobago.